# Atentado del tren Barcelona-Sevilla de 1933
El atentado del tren Barcelona-Sevilla ocurrió el 9 de diciembre de 1933. Este acto terrorista fue perpetrado por elementos anarcosindicalistas en respuesta a los resultados de las elecciones generales de noviembre de 1933, que dieron la victoria a la derecha.

## Contexto
Durante todo el año 1933, España vivió una serie de insurrecciones anarquistas, con especial énfasis en diciembre, debido a la disconformidad de la Confederación Nacional del Trabajo (CNT) y la Federación Anarquista Ibérica (FAI) con los resultados de los comicios celebrados el mes anterior. Estas insurrecciones se extendieron por varias regiones del país, en la denominada insurrección anarquista de diciembre de 1933.

## El atentado
El tren expreso Barcelona-Sevilla, conocido popularmente como "El Sevillano", sufrió un atentado a la altura del barranco del Puig, en el límite entre los municipios de Puzol y El Puig, en la provincia de Valencia. El expreso había partido de Barcelona a las 15:00 del mismo día, compuesto por locomotora, furgón, cuatro coches, vagón restaurante, coche cama y furgón de cola. Su última parada había sido en la estación de Burriana, a las 22:40, donde había llegado con una media hora de retraso. Sobre las 23:00, una carga explosiva adherida a la estructura del puente sobre el barranco hizo explosión, causando el descarrilamiento de la locomotora y varios vagones, aunque no el hundimiento del puente. El atentado resultó en la muerte de 23 personas y más de 50 heridos.
El gobierno de Diego Martínez Barrio decretó el estado de alarma en todo el territorio nacional el mismo día del atentado.